# Bleu Guimet
Le bleu Guimet est  un pigment de thiosulfate d'aluminosilicate de sodium synthétisé au XIXe siècle par Jean-Baptiste Guimet pour remplacer le bleu outremer obtenu par broyage du lapis-lazuli. Chimiquement identique, il remplaça le bleu outremer véritable qui coûtait entre 100 et 2500 fois plus cher.

Le bleu Guimet est utilisé pour la peinture et pour l'azurage en teinturerie, en  blanchisserie et dans l'industrie de la pâte à papier. À la fin du XXe siècle, 55 % de la production était utilisée par l'industrie des détergents (PRV1, p. 388). 

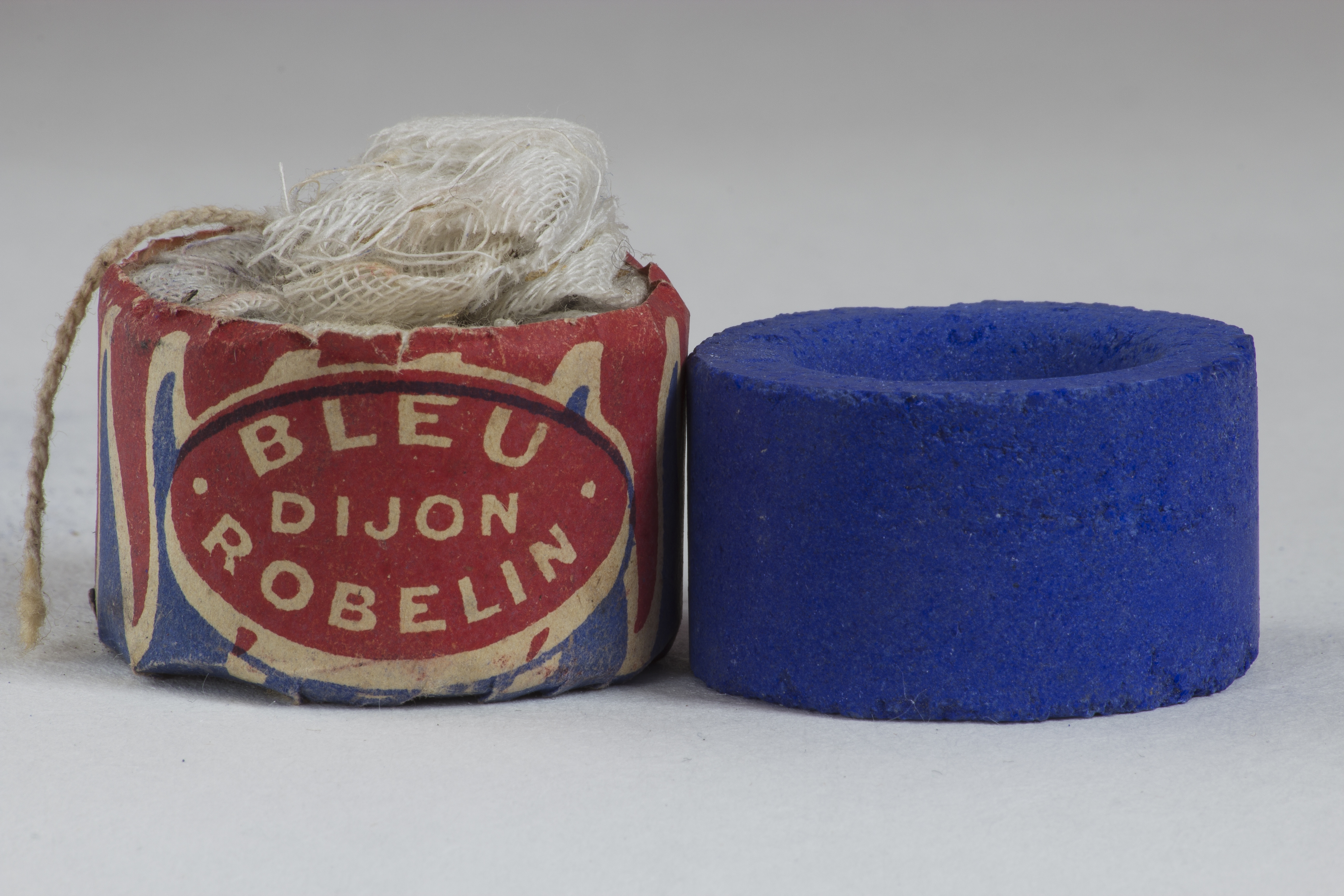
Bleu Guimet pour l'azurage du linge

## Invention de l'outremer synthétique
En 1806, les chimistes Charles-Bernard Desormes et Nicolas Clément avaient publié dans les Annales de chimie une analyse précise de la composition de l'outremer. On avait remarqué que cette composition était similaire à celle de sous-produits de la fabrication de la soude. 
En 1824, la Société d'encouragement pour l'industrie nationale offrit un prix de 6 000 francs à celui qui présenterait un procédé industriel viable pour la fabrication d'un outremer artificiel qui puisse être vendu à moins de 300 francs le kilo. En 1828, après le rejet de plusieurs candidats qui avaient présenté des variantes du bleu de Prusse, la Société récompensa le fabricant de couleurs Jean-Baptiste Guimet. Cependant, un mois plus tard, la Société recevait une proposition du chimiste allemand Christian Gmelin, qui affirmait, comme Guimet, avoir mis au point son procédé un an auparavant. Après plusieurs années, la Société trancha en faveur de Guimet.
Les deux procédés consistent à faire cuire un mélange de kaolin, de carbonate de soude, de soufre, de sulfate de soude et de charbon de bois utilisé comme réducteur.
Dès 1831, Guimet installe son usine à Fleurieu-sur-Saône dans la région de Lyon. En 1834, Blondin réussit à fixer le pigment sur du tissu.
L'outremer (naturel), qui était la plus chère des couleurs pour artistes, devient le bleu le moins cher, réduisant le bleu de cobalt du chimiste Louis Jacques Thénard, inventé vingt ans plus tôt, à des usages où sa résistance aux hautes températures le rend irremplaçable. L'outremer Guimet sert pour l'azurage des papiers et tissus, et se vend à un prix modique aux lavandières, aux peintres décorateurs, aux teinturiers et aux artistes.
Le succès de ce produit permettra la création de la Compagnie des produits chimiques d'Alais et de la Camargue, qui par la suite deviendra le groupe chimique Pechiney, tandis que le fils de Guimet, Émile, fera don de sa collection d'art asiatique pour la création des Musées Guimet.

## Couleur fine
Pour les artistes, le prix des couleurs a moins d'importance que pour les blanchisseurs, mais ils ont des exigences de stabilité et de neutralité chimique des couleurs qui ne se retrouvent pas chez les autres. L'engouement du début du XIXe siècle pour le bitume avait déjà produit ses effets catastrophiques. La plupart des artistes préféraient s'en tenir, s'il y avait le choix, aux couleurs qui avaient déjà passé l'épreuve des siècles. Des rumeurs exprimaient la méfiance envers les nouveaux produits. Vers la fin du siècle, des marchands de couleur et chimistes comme George Field, Gustave Sennelier ou Jacques Blockx effectuent des essais systématiques des peintures qu'ils vendent.
En 1881, Blockx note  que le prix de l'outremer vrai « l'a fait abandonner pour ainsi dire complètement » et que  l'Outremer de Guimet de qualité surfine, dont le procédé reste secret, « est le plus propre à la peinture de chevalet. Il est d'une nuance très riche, se marie bien avec le blanc d'argent et  possède une fixité à toute épreuve ».
Jean-Auguste-Dominique Ingres est le premier artiste à utiliser ce bleu Guimet dans L'Apothéose d'Homère datée de 1827. Renoir a utilisé l'outremer Guimet dans les ombrelles peintes de 1880 à 1885, et van Gogh dans Les blés jaunes de 1889. Cette couleur dominera les bleus de la peinture jusqu'à l'invention en 1935 du bleu phtalo.